# Coppa di Cipro di pallacanestro maschile
La Coppa di Cipro di pallacanestro (Κύπελλο καλαθοσφαίρισης ανδρών Κύπρου) è un trofeo nazionale cipriota organizzato dalla Federazione cestistica di Cipro dal 1969.

## Albo d'oro
- 1969  Pezoporikos Larnaca
- 1970  Pezoporikos Larnaca
- 1971  Pezoporikos Larnaca
- 1972  Pezoporikos Larnaca
- 1973  APOEL
- 1974  Achilleas
- 1975  Achilleas
- 1976  Achilleas
- 1977  Achilleas
- 1978  AEL Limassol
- 1979  APOEL
- 1980  AEL Limassol
- 1981  AEL Limassol
- 1982  AEL Limassol
- 1983  AEL Limassol
- 1984  APOEL
- 1985  AEL Limassol
- 1986  APOEL
- 1987  ENAD
- 1988  Achilleas
- 1989  Keravnos
- 1990  Achilleas
- 1991  APOEL
- 1992  Pezoporikos Larnaca
- 1993  APOEL
- 1994  APOEL
- 1995  APOEL
- 1996  APOEL
- 1997  Keravnos
- 1998  Keravnos
- 1999  Keravnos
- 2000  Achilleas
- 2001  APOEL
- 2002  Apollon Limassol
- 2003  APOEL
- 2004  AEL Limassol
- 2005  Keravnos
- 2006  Keravnos
- 2007  Keravnos
- 2008  AEL Limassol
- 2009  AEL Limassol
- 2010  Keravnos
- 2011  ETHA Engomis
- 2012  Keravnos
- 2013  ETHA Engomis
- 2014  Apollon Limassol
- 2015  ETHA Engomis
- 2016  APOEL
- 2017  AEK Larnaca
- 2018  AEK Larnaca
- 2019  Keravnos
- 2020 non assegnata
- 2021  AEK Larnaca
- 2022  Keravnos
- 2023  AEK Larnaca
- 2024  Keravnos

## Vittorie per club
| Squadra             | Vittorie | Anni                                                                   |
| ------------------- | -------- | ---------------------------------------------------------------------- |
| APOEL               | 12       | 1973, 1979, 1984, 1986, 1991, 1993, 1994, 1995, 1996, 2001, 2003, 2016 |
| Keravnos            | 12       | 1989, 1997, 1998, 1999, 2005, 2006, 2007, 2010, 2012, 2019, 2022, 2024 |
| AEL Limassol        | 9        | 1978, 1980, 1981, 1982, 1983, 1985, 2004, 2008, 2009                   |
| Achilleas           | 7        | 1974, 1975, 1976, 1977, 1988, 1990, 2000                               |
| Pezoporikos Larnaca | 5        | 1969, 1970, 1971, 1972, 1992                                           |
| AEK Larnaca         | 4        | 2017, 2018, 2021, 2023                                                 |
| ETHA Engomis        | 3        | 2011, 2013, 2015                                                       |
| Apollon Limassol    | 2        | 2002, 2014                                                             |
| ENAD                | 1        | 1987                                                                   |